# Gare de Voroux
La gare de Voroux est une gare ferroviaire belge de la ligne 36 de Liège à Bruxelles, située à Voroux-Goreux section de la commune de Fexhe-le-Haut-Clocher dans la province de Liège.
L'arrêt de « Voroux-Goreux » est ouvert en 1891, il est renommé « Voroux » en 1996. À côté une gare de formation, ouverte en 1973[réf. nécessaire] et fermée dans les années 1990 est ensuite utilisée comme base de travaux pour la création de la LGV2. Il existait également un atelier des wagons chargé de l'entretien et de la réparation des wagons de marchandises.
C'est une halte voyageurs de la Société nationale des chemins de fer belges (SNCB), desservie par des trains Suburbains (S) de la ligne S44 du RER liégeois.

## Situation ferroviaire
Établie à 163 mètres d'altitude, la gare de Voroux est située au point kilométrique (PK) 87,303 de la ligne 36, de Bruxelles-Nord à Liège-Guillemins, entre les gares de Fexhe-le-Haut-Clocher et de Bierset-Awans.
Elle est également située à proximité de l'embranchement Y Voroux PK 0,000 de la ligne 36A, de Y Voroux à Kinkempois-Formation et de l'ancienne gare de triage de Voroux-Formation.

## Histoire
L'arrêt de « Voroux-Goreux » est mis en service le 10 mars 1891 avec une vente de billets. Il est situé à environ 2 130 m de Fexhe-le-Haut-Clocher et 2 200 m de Bierset-Awans qui le gère. Fermé pendant la Première Guerre mondiale il est ouvert de nouveau en 1919, puis de nouveau fermé pendant une période durant la Deuxième Guerre mondiale. L'ancien tracé de la ligne, où se trouvait la halte, est remplacé durant l'entre-deux-guerres lorsque la bifurcation avec la ligne 36A est construite. Proposé à la fermeture lors de la publication du Plan IC-IR en 1984, il est finalement conservé mais avec une desserte limitée à des trains heure de pointe (P) en semaine en 1994.
Il est ensuite renommé « Voroux » le 29 septembre 1996.

## Service des voyageurs

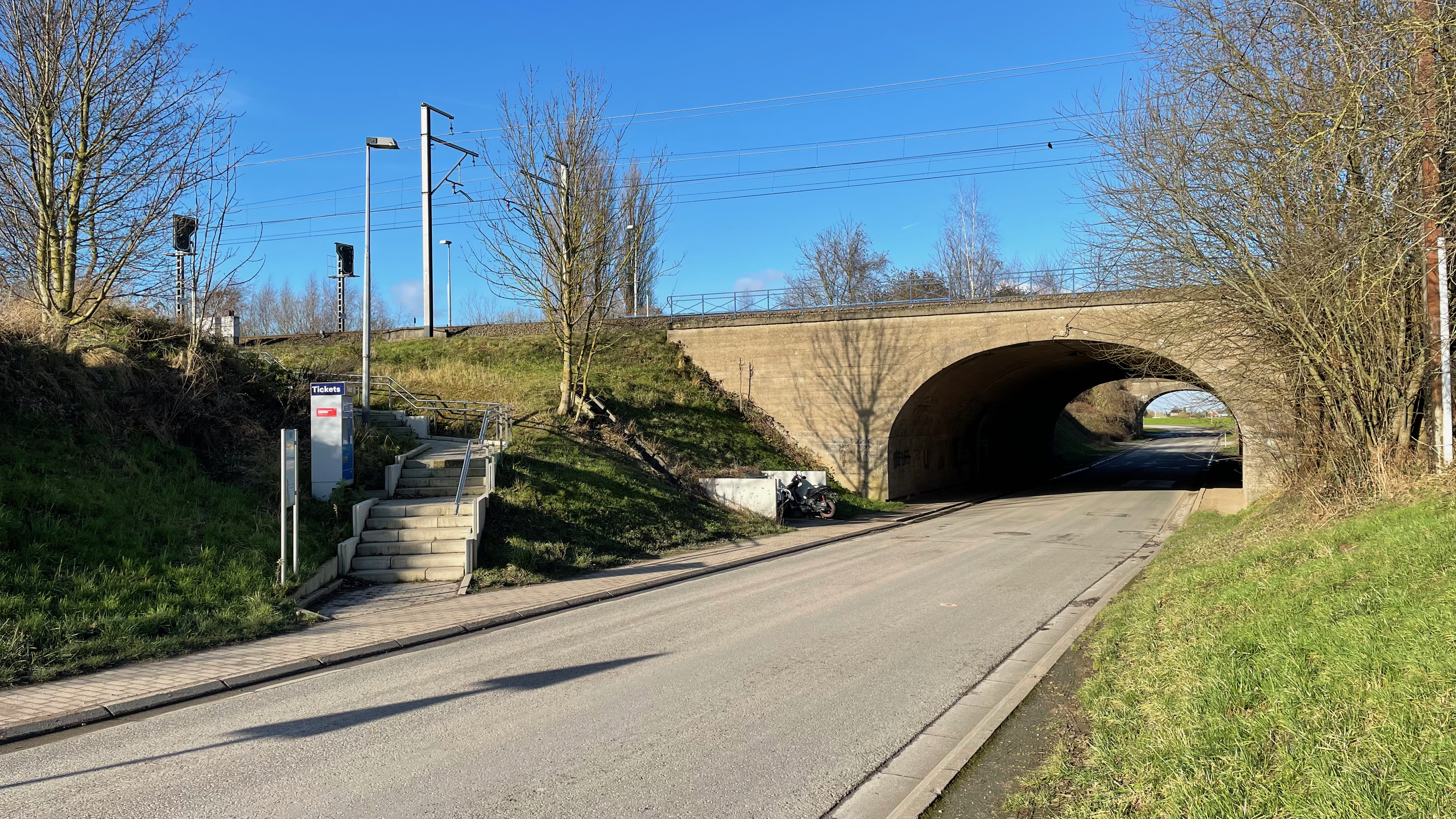
Accès à la halte.

### Accueil
Halte SNCB, c'est un point d'arrêt non géré (PANG) à accès libre. Elle est équipée d'un automate pour l'achat de titres de transport.
La traversée des voies et le passage d'un quai à l'autre s'effectuent en empruntant le chemin d'accès et en passant par l'escalier qui aboutit sous le pont routier de la rue de la gare .

### Desserte
Voroux est desservie par des trains Suburbains (S44) de la SNCB (voir brochure SNCB de la ligne 36).
En semaine, la desserte est constituée de trains S44 reliant Landen à Liège-Guillemins et Visé, toutes les heures. Ils sont renforcés par des trains P ou S44 supplémentaires de Landen à Liège-Guillemins (deux, le matin), un d'Ans à Landen (le matin) et un de Waremme à Liège-Guillemins (l’après-midi). Le mercredi midi, un S44 supplémentaire relie Waremme à Liège-Guillemins.
Les week-ends et jours fériés, la desserte est uniquement constituée de trains S44 reliant Landen à Liège-Guillemins et circulant toutes les heures dans chaque sens.

### Intermodalité
Il n'y a pas de parking aménagé.

## Comptage voyageurs
Le graphique et le tableau montrent le nombre de passagers qui en moyenne embarquent durant la semaine, le samedi et le dimanche.
| Nombre de voyageurs qui embarquent à la gare de Voroux | Nombre de voyageurs qui embarquent à la gare de Voroux | Nombre de voyageurs qui embarquent à la gare de Voroux | Nombre de voyageurs qui embarquent à la gare de Voroux |
|                                                        | Semaine                                                | Samedi                                                 | Dimanche                                               |
| ------------------------------------------------------ | ------------------------------------------------------ | ------------------------------------------------------ | ------------------------------------------------------ |
| 1977                                                   | 82                                                     | 13                                                     | 7                                                      |
| 1978                                                   | 92                                                     | 9                                                      | 5                                                      |
| 1979                                                   | 62                                                     | 7                                                      | 4                                                      |
| 1980                                                   | 98                                                     | 19                                                     | 14                                                     |
| 1981                                                   | 93                                                     | 19                                                     | 12                                                     |
| 1982                                                   | 100                                                    | 15                                                     | 10                                                     |
| 1983                                                   | 121                                                    | 15                                                     | 12                                                     |
| 1984                                                   | 128                                                    | 9                                                      | 6                                                      |
| 1985                                                   | 118                                                    | 13                                                     | 12                                                     |
| 1986                                                   | 108                                                    | 13                                                     | 11                                                     |
| 1987                                                   | 111                                                    | 13                                                     | 7                                                      |
| 1988                                                   | 123                                                    | 21                                                     | 5                                                      |
| 1989                                                   | 89                                                     | 13                                                     | 8                                                      |
| 1990                                                   | 73                                                     | 10                                                     | 7                                                      |
| 1991                                                   | 116                                                    | 9                                                      | 3                                                      |
| 1992                                                   | 91                                                     | 12                                                     | 8                                                      |
| 1993                                                   | 69                                                     | 7                                                      | 8                                                      |
| 1994                                                   | 78                                                     | -                                                      | -                                                      |
| 1995                                                   | 60                                                     | -                                                      | -                                                      |
| 1996                                                   | 71                                                     | -                                                      | -                                                      |
| 1997                                                   | 84                                                     | -                                                      | -                                                      |
| 1998                                                   | 75                                                     | -                                                      | -                                                      |
| 1999                                                   | 64                                                     | -                                                      | -                                                      |
| 2000                                                   | 114                                                    | -                                                      | -                                                      |
| 2001                                                   | 77                                                     | -                                                      | -                                                      |
| 2002                                                   | 71                                                     | -                                                      | -                                                      |
| 2003                                                   | 73                                                     | -                                                      | -                                                      |
| 2004                                                   | 49                                                     | -                                                      | -                                                      |
| 2005                                                   | 66                                                     | -                                                      | -                                                      |
| 2006                                                   | 45                                                     | -                                                      | -                                                      |
| 2007                                                   | 51                                                     | -                                                      | -                                                      |
| 2008                                                   | -                                                      | -                                                      | -                                                      |
| 2009                                                   | 56                                                     | -                                                      | -                                                      |
| 2010                                                   | -                                                      | -                                                      | -                                                      |
| 2011                                                   | -                                                      | -                                                      | -                                                      |
| 2012                                                   | 56                                                     | -                                                      | -                                                      |
| 2013                                                   | 56                                                     | -                                                      | -                                                      |
| 2014                                                   | 63                                                     | -                                                      | -                                                      |
| 2015                                                   | 63                                                     | -                                                      | -                                                      |
| 2016                                                   | 76                                                     | -                                                      | -                                                      |
| 2017                                                   | -                                                      | -                                                      | -                                                      |
| 2018                                                   | 48                                                     | -                                                      | -                                                      |
| 2019                                                   | 60                                                     | -                                                      | -                                                      |
| 2020                                                   | 63                                                     | -                                                      | -                                                      |
| 2021                                                   | -                                                      | -                                                      | -                                                      |
| 2022                                                   | 70                                                     | 33                                                     | 17                                                     |
| 2023                                                   | 104                                                    | 20                                                     | 18                                                     |
| 2024                                                   | 102                                                    | 21                                                     | 15                                                     |

## Gare de Voroux-Formation
Cette gare de triage mise en service le 6 mars 1973 et communément appelée « Voroux » est fermée vers le début des années 1990.
Elle est ensuite réaménagée, entre 1998 et 2000, pour devenir la « base de Voroux », base de travaux et gare de formation pour le chantier de la LGV2. Le site comptait 20 kilomètres de voies disposées sur 24 hectares et 250 salariés y travaillaient. Cette base est fermée après la fin des travaux puis démontée.